# نوع جديد من العلوم (كتاب)
نوع جديد من العلوم (بالإنجليزية: A New Kind of Science)‏، كتاب مثير للجدل وذو مبيعات كبيرة من تأليف العالم ستيفن ولفرام، تم نشره سنة 2002 من طرف شركته الخاصة ولفرام ريسيرتش. يحتوي الكتاب على دراسة تجريبية ومنهجية للأنظمة الحاسوبية مثل الأوتوماتيكية الخلوية. ولفرام يسمي هذه النظم بالبرامج البسيطة ويقول إن الفلسفة العلمية والأساليب المناسبة لدراسة البرامج البسيطة لها صلة بمجالات العلوم الأخرى.

## المحتوى

### الحوسبة وتضميناتها
تقوم أطروحة مؤلف نوع جديد من العلوم (NKS) على شقين: أن طبيعة الحوسبة يجب أن تستكشف بشكل تجريبي، وأن نتائج هذه التجارب لها أهمية كبيرة لفهم العالم المادي. منذ بدايات نشأتها في ثلاثينيات القرن العشرين، اقتربت الحوسبة بشكل أساسي من اثنين من الفروع العلمية : الهندسة، والتي تسعى إلى بناء أنظمة عملية باستخدام الحسابات؛ والرياضيات، والتي تسعى لإثبات نظريات حول الحوسبة. ومع ذلك، في وقت قريب من السبعينيات، وصفت الحوسبة بأنها ملتقى يجمع بين تقليدين اثنين : الهندسة الرياضية والهندسة التجريبية.
يقدم ولفرام تقليدًا ثالثًا يسعى إلى التحقيق التجريبي في الحوسبة من أجل مصلحتها الخاصة: يجادل بأن هناك حاجة إلى طريقة جديدة تمامًا للقيام بذلك لأن الرياضيات التقليدية تفشل في وصف النظم المعقدة بشكل معقول، وأن هناك حدًا أقصى للتعقيد في جميع الأنظمة.

## روابط خارجية
- نوع جديد من العلوم على موقع الموسوعة البريطانية (الإنجليزية)